# Jorge Teixeira da Cunha
Jorge Teixeira da Cunha - Sacerdote e Teólogo português, da diocese do Porto. Nasceu a 7 de Janeiro de 1958 e foi ordenado a 10 de Julho de 1983. Doutorado em Teologia Moral pela Pontifícia Universidade Gregoriana, Roma. Professor de cursos de Teologia Moral na Faculdade de Teologia da Universidade Católica Portuguesa, antigo Reitor do Seminário Maior do Porto - Seminário de Nossa Senhora da Conceição -, Cónego da diocese do Porto, Diretor Adjunto da Faculdade de Teologia do Porto, Assistente da Comissão Diocesana de Justiça e Paz, autor de livros e artigos na área da Bioética.